# 1835 (Spiel)
Das Spiel 1835 ist ein von Michael Meier-Bachl entwickeltes Wirtschaftsspiel, welches die Entwicklung der deutschen Eisenbahngesellschaften von ihrem Beginn im Jahre 1835 mit der Eröffnung der Linie Nürnberg-Fürth bis zur Gründung der Weimarer Republik und der Deutschen Reichsbahn nachbildet. Das Spiel erschien mit Illustrationen von Bernd Brunnhofer 1990 auf Deutsch beim Hans im Glück Verlag; Mayfair Games brachte im selben Jahr eine englische Ausgabe heraus.

## Spielbeschreibung
Die Spieler handeln mit Aktien und agieren als Direktoren von Eisenbahngesellschaften. Als solche bauen sie Gleisnetze und erwirtschaften mit Lokomotiven Profit für die Gesellschaft.
Mit der deutschen Variante aus der von Francis G. Tresham begründeten 18XX-Reihe ist eine Besonderheit verbunden, die die Entstehung der preußischen Eisenbahn aus verschiedenen kleineren Aktiengesellschaften modelliert. Dazu wurden in diesem Spiel zusätzlich zu den üblichen Privatbahnen und Aktiengesellschaften noch die vorpreußischen Gesellschaften eingeführt.

### Privatbahnen
Privatbahnen nehmen die kleinste Rolle in dem Spiel ein. Sie garantieren dem Besitzer ein regelmäßiges Einkommen und haben jeweils ein oder zwei besondere Eigenschaften, die im Verlauf des Spiels eingesetzt werden.
| Privatbahn             | Einkommen |
| ---------------------- | --------- |
| Nürnberg-Fürth         | 5 Mark    |
| Leipzig-Dresdner Bahn  | 20 Mark   |
| Braunschweigische Bahn | 25 Mark   |
| Hannoversche Bahn      | 30 Mark   |
| Ostbayerische Bahn     | 10 Mark   |
| Pfalzbahnen            | 15 Mark   |

### Vorpreußische Bahnen
Die vorpreußischen Bahnen werden als Eisenbahngesellschaft betrieben, d. h., es wird ein Gleisnetz gebaut und mit dem Einsatz von Loks erhält der Besitzer 50 % vom Einfahrergebnis. Im Gegensatz zu den Aktiengesellschaften sind diese Bahnen nicht an der Börse handelbar und haben daher nur einen Besitzer. Im Verlauf des Spiels werden diese Gesellschaften von der Aktiengesellschaft der preußischen Eisenbahn übernommen. Als Ausgleich erhält der Besitzer der Vorpreußen entsprechende Anteile an der Preußen.
| No. | Vorpreußen              | Heimatbahnhof | Betriebskapital |
| --- | ----------------------- | ------------- | --------------- |
| (1) | Bergisch-Märkische Bahn | Düsseldorf    | 80 Mark         |
| (2) | Berlin-Potsdamer Bahn   | Berlin        | 170 Mark        |
| (3) | Magdeburger Bahn        | Magdeburg     | 80 Mark         |
| (4) | Köln-Mindener Bahn      | Dortmund      | 160 Mark        |
| (5) | Berlin-Stettiner Bahn   | Berlin        | 80 Mark         |
| (6) | Altona-Kiel Bahn        | Hamburg       | 80 Mark         |

### Aktiengesellschaften
Die Aktiengesellschaften werden durch den Spieler (Direktor) geleitet, der die meisten Aktienanteile besitzt. Der Direktor baut das Gleisnetz, handelt mit Loks und bestimmt, ob das Einfahrergebnis der Loks an die Anteilseigner ausgeschüttet wird oder ob es in das Betriebsvermögen der Gesellschaft fließt. Da die Anteile dieser Gesellschaften an der Börse gehandelt werden, kann der Besitzer dieser Bahnen im Verlauf des Spiels wechseln.
| AG                             | Heimatbahnhof         | Ausgabekurs | Anz. Aktien | Betriebskapital |
| ------------------------------ | --------------------- | ----------- | ----------- | --------------- |
| Bayerische Eisenbahn           | München               | 92 Mark     | 10          | 920 Mark        |
| Sächsische Eisenbahn           | Leipzig               | 88 Mark     | 10          | 880 Mark        |
| Badische Eisenbahn             | Mannheim-Ludwigshafen | 84 Mark     | 10          | 840 Mark        |
| Württembergische Eisenbahn     | Stuttgart             | 84 Mark     | 10          | 840 Mark        |
| Hessische Eisenbahn            | Frankfurt             | 84 Mark     | 10          | 840 Mark        |
| Eisenbahn Mecklenburg-Schwerin | Schwerin              | 80 Mark     | 10          | 800 Mark        |
| Oldenburgische Eisenbahn       | Oldenburg             | 80 Mark     | 10          | 800 Mark        |
| Preußische Eisenbahn           | Berlin                | 154 Mark    | 4           | 616 Mark        |

### Lokomotivenarten
Die Züge sind nach ihrer Reichweite benannt. Die 2er-Lok kann z. B. zwei Bahnhöfe weit fahren. Entwicklungshistorisch entsprechend nimmt die Reichweite der Züge mit dem Verlauf des Spieles zu. Sobald alle Züge einer Reichweite verkauft sind, stehen die nächstleistungfähigeren Züge zur Verfügung. Mit dem Auftreten einer neuen Lokomotivenart ändern sich die Regeln des Spieles, es tritt quasi in eine neue Phase.
In 1835 kommen folgende Lokomotiven vor:
| Lokomotivenart | Anzahl | Preis | Aufkommen bedeutet zusätzlich |
| -------------- | ------ | ----- | --- |
| 2er-Lok        | 9      | 80    | Loklimit Aktiengesellschaften: 4 Lokomotiven Loklimit vorpreussische Gesellschaften: 2 Lokomotiven |
| 2+2 Lok        | 4      | 120   | |
| 3er Lok        | 4      | 180   | ab sofort 2 Operationsrunden nach einer Aktienrunde grüne Gleisteile sind verfügbar |
| 3+3 Lok        | 3      | 270   | |
| 4er Lok        | 4      | 360   | alle 2er Loks werden verschrottet Loklimit Aktiengesellschaften: 3 Lokomotiven Loklimit vorpreussische Gesellschaften: 1 Lokomotive Der Besitzer der Berlin-Potsdamer (vorpreussische Gesellschaft 2) kann seine Aktie zur Preussischen Eisenbahn erklären und damit die Preussische Eisenbahn in Betrieb nehmen Loklimit Preussische Eisenbahn: 4 Lokomotiven Die Besitzer der anderen vorpreussischen Gesellschaften können nach Inbetriebnahme der Preussischen Eisenbahn ihre Papiere ebenfalls in Preussische Eisenbahnaktien umwandeln, Lokomotiven und Geld aus den entsprechenden Gesellschaften gehen direkt zur Preussischen Eisenbahn (dabei kann es zum Wechsel des Präsidenten kommen). |
| 4+4 Lok        | 1      | 440   | Alle 2+2 Loks werden verschrottet Der Besitzer der Berlin-Potsdamer (vorpreusische Gesellschaft 2) muss die Preussische Eisenbahn in Betrieb nehmen, falls nicht schon vorher geschehen. Die Besitzer der anderen vorpreussischen Gesellschaften können nach Inbetriebnahme der Preussischen Eisenbahn ihre Papiere ebenfalls in Preussische Eisenbahnaktien umwandeln, Lokomotiven und Geld aus den entsprechenden Gesellschaften gehen direkt zur Preussischen Eisenbahn (dabei kann es zum Wechsel des Präsidenten kommen), falls nicht schon vorher geschehen. |
| 5er Lok        | 2      | 500   | ab sofort 3 Operationsrunden nach einer Aktienrunde braune Gleisteile sind verfügbar Loklimit Aktiengesellschaften: 2 Lokomotiven Loklimit Preussische Eisenbahn: 3 Lokomotiven Die Besitzer der anderen vorpreussische Gesellschaften müßen ihre Papiere in Preussische Eisenbahnaktien umwandeln, Lokomotiven und Geld aus den entsprechenden Gesellschaften gehen direkt zur Preussischen Eisenbahn (dabei kann es zum Wechsel des Präsidenten kommen), falls nicht schon vorher geschehen. Alle anderen Privatgesellschaften werden geschlossen |
| 5+5            | 1      | 600   | |
| 6er Lok        | 2      | 600   | alle 3er Loks werden verschrottet |
| 6+6 Lok        | 4      | 720   | alle 3+3er Loks werden verschrottet |

Hat eine Aktiengesellschaft keine Lokomotiven mehr, muss sie in ihrem nächsten Zug eine Lokomotive kaufen. Sollte das Kapital der Gesellschaft nicht ausreichen, muss der Präsident der Gesellschaft aus seinem Privatvermögen Geld nachschießen. Sollte das Privatvermögen des Spielers trotz Verkäufe von Aktien nicht ausreichen ist der Spieler pleite und das Spiel endet sofort.

### Schlesien-Erweiterung
Im Jahre 2002 entwickelte Wolfram Janich mit Schlesien eine Erweiterung, welche aber nicht im freien Verkauf ist.
Der Spielplan wurde östlich der Oder-Neiße-Linie um bis 2 (an der Ostsee) bzw. 4 Felder (Schlesien) erweitert – Deutschland ist damit in den Grenzen von 1937 (außer Ostpreußen) vorhanden. Dabei wurde die „Kleinstadt“ östlich von Berlin (das Feld E21) von den Gleisen befreit und muss nun (mit 50 Mark – wegen Fluss) bebaut werden. An der Ostsee kommt mit Stettin eine weitere „Große Stadt“ (C21) an die Stelle des Auslandes, welches dann zum Feld C23 wandert. Das Ausland bei Dresden (H22) wandert zum I29. Neben drei weiteren „Kleinstädten“, zwei „Doppel-Kleinstädten“ kommt mit Breslau die zweite Großstadt hinzu.
Bei den vorpreußischen Bahnen kommt eine 7. Gesellschaft hinzu: Als „Oberschlesische Bahn“ (für 160 Mark – 4a) startet sie in Breslau. Sie kann die „Köln-Minderner Bahn“ (4) ersetzen, muss sie aber nicht. Die „Berlin-Stettiner Bahn“ (5) startet nun in Stettin.
Beim Spiel mit sieben vorpreußischen Bahnen sind nun zwei weitere 2er Loks mit von der Partie (also es sind nun 11 2er Loks). Dafür werden später nur 3 vorpreußische Aktien von der Bank verkauft (Die 4. Aktie befindet sich nun bei den Austauschaktien).